# Sistemas elétricos de potência
Sistemas elétricos de potência (SEP) é o conjunto constituído por centrais elétricas, subestações de transformação e de interligação, linhas e receptores, ligados eletricamente entre si.
São grandes sistemas de energia que englobam geração, transmissão e distribuição de energia elétrica.
A geração de energia elétrica se faz em usinas localizadas em função de suas características próprias. Usinas hidrelétricas, que usam represamento de rios e lagos, são localizadas nos pontos dos rios e lagos considerados mais eficientes para o armazenamento do volume ideal de água. Usinas térmicas podem ser localizadas em pontos mais convenientes para a transmissão e controle. Geradores eólicos são localizados em pontos com maior volume de ventos. Plantas solares são localizadas em regiões de maior incidência de radiação solar.
O sistema elétrico de potência engloba todas as formas de geração de energia elétrica e sua transmissão e distribuição até os consumidores.

## Função
Um sistema elétrico tem a função de pôr à disposição do consumidor, a energia elétrica em condições que permitam o correto funcionamento dos equipamentos eletroeletrônicos.

## Energia Elétrica
O grande aumento de demanda por energia elétrica nas últimas décadas e o crescente número de interligações entre os sistemas elétricos existentes tornaram a operação e o controle destes uma tarefa extremamente complexa.

## Constituição
Hoje em dia os sistemas elétricos de potência representam as maiores e mais complexas máquinas já construídas pelo homem, o que exige técnicas e estudos cada vez mais precisos e refinados para construir, manter e operar estas máquinas. Além disso, eles estão expostos a condições adversas e imprevisíveis que podem levar a situações de falha ou má operação, causando transtornos e problemas a todos que dependem da energia elétrica.
O sistema elétrico é constituído por três subsistemas: subsistema de produção, de transporte e de distribuição.

### Subsistema de Produção
Este subsistema é responsável pela produção de energia elétrica, que consiste na transformação de outras formas de energia em energia elétrica, que se cumpre por vários processos. Em função do tipo de energia a transformar, existe e define-se diferentes tipos de centrais (usinas) elétricas.

### Subsistema de transporte
Atendendo a distância a que se encontram as centrais em relação aos centros de consumo, torna-se necessário efetuar a transmissão de energia para estes centros. Esta transmissão é feita em alta tensão, e é o processo chamado transporte de energia.

### Subsistema de distribuição
Pelo facto de o consumidor não utilizar a energia a tensões tão elevadas, por razões de segurança e econômicas, torna-se necessário junto dos centros ou locais de consumo, reduzir a tensão para níveis adequados, isto é, em média tensão (MT) para consumidores industriais, e em baixa tensão (BT) para a generalidade dos consumidores domésticos. A esta etapa de transmissão de energia, designa-se por distribuição de energia.

## Subestação
Subestação é uma instalação elétrica de alta tensão, onde encontram-se localizados os transformadores de potência, que efetuam a transformação da tensão para os valores desejados. Estão localizados também na subestação todos os dispositivos de proteção, corte e comando das linhas que dela saem, para as várias zonas de consumo industrial e doméstico de um determinado local. É também na subestação que faz-se a compensação do fator de potência através de baterias, capacitores e ou compensadores síncronos.

### Subestação elevadora
Numa subestação elevadora, os transformadores elevam o nível de tensão para efetuar o transporte, evitando assim percas por queda de tensão em decorrência da distância e também da resistência ( Ω ) dos condutores. Vale ressaltar também a questão da redução da seção nominal dos condutores ( bitola ).

### Subestação redutora
Numa subestação redutora, os transformadores baixam o nível de tensão para efetuar a distribuição.

## Qualidade, confiabilidade e continuidade
A partir da privatização das concessionárias de energia elétrica no Brasil, que resultaram em flexibilização e regulamentação dessas pela Agência Nacional de Energia Elétrica (ANEEL), órgão regulador do governo brasileiro, vem aumentando progressivamente as exigências para as concessionárias buscarem cada vez mais melhorar seus padrões de qualidade, confiabilidade e continuidade no fornecimento.[carece de fontes?]
Os consumidores, indústrias e equipamentos eletro-eletrônicos também estão ficando a cada dia mais exigentes e sensíveis, de modo que para atender os anseios desse ascendente mercado faz-se necessário um aumento nos investimentos em pesquisa e desenvolvimento de novas técnicas, estudos e tecnologias visando melhorar o fornecimento de energia e suprir todas as expectativas.
As etapas do sistema elétrico de potência brasileiro são:
Geração: Obtenção e transformação da energia oriunda de fontes primárias.
Transmissão: é a condução da energia de onde foi produzida para os centros de consumo, e também a interligação
dos sistemas através das linhas de transmissão de alta tensão, e ocorre mudança de tensão durante esse processo.
Distribuição: Na distribuição ocorre a redução de tensão para níveis mais seguros dentro das subestações rebaixadoras sendo denominada distribuição primária. A distribuição secundária ocorre depois dos transformadores onde acontece novo rebaixamento para utilização segura em equipamentos elétricos, essa é a rede de distribuição de baixa tensão.
Utilização:  é quando a energia é transformada para utilização para os mais diversos fins pelos consumidores,
através de diferentes equipamentos elétricos resultando em energia sonora, luminosa, térmica e mecânica.

## Eficiência
Para atingir um ponto de eficiência, onde se consiga economizar nos investimentos, cada vez mais se tem buscado operar e expandir o sistema utilizando critérios de custos. 
Para a operação, o menor custo no presente é gerar toda a energia através de fontes hidráulicas, largamente mais baratas. Entretanto, essa operação para o longo prazo é complicada, pois depende do ciclo das águas e do regime de chuvas na região dos reservatórios das usinas. Períodos de seca podem levar a racionamentos na produção de eletricidade, pois as turbinas precisam de uma vazão mínima de água para gerar energia dentro da tensão e frequência padronizadas. Assim, para a operação, o menor custo é um meio-termo onde gera-se parte nas hidroelétricas e parte em usinas térmicas, de forma a deixar sempre uma certa reserva de energia hidráulica para o futuro.
Para o planejamento da transmissão, o menor custo ocorre quando é mínima a totalização dos custos dos investimentos necessários para atender o critério de custos das perdas térmicas — e outras perdas de transporte — da rede elétrica.
Para transmitir todo este montante de energia com a menor perda possível, faz-se o uso de elevadas tensões elétricas, até 765 000 volts, no Brasil.
O uso de tensões elevadas pode ser explicado pelo efeito da transformação de potência elétrica (uso de transformadores), onde temos que ao elevar a tensão elétrica V, para uma mesma potência elétrica P, teremos uma menor corrente elétrica I. Como as perdas térmicas são dadas pela Lei de Joule, que afirma que a perda é proporcional ao quadrado da corrente, conclui-se que reduzindo a corrente elétrica e aumentando a tensão obtemos uma significante redução nas perdas.
No Brasil, mais de 96 % do sistema de transmissão está ligado ao Sistema Interligado Nacional, ficando de fora apenas partes isoladas da Região Norte. 
Dessa forma, é errado dizer que a energia elétrica consumida em São Paulo, por exemplo, vem da Usina Hidrelétrica de Itaipu; a energia pode ter sido produzida em qualquer parte do país, já que o sistema é interligado, tanto eletricamente quanto no que diz respeito aos contratos de compra e venda de energia.
Assim, se fará necessário toda uma cadeia de geração, elevação de tensão, subestações, transmissão, redução de tensão e distribuição da energia elétrica. O que envolve uma enorme quantidade de equipamentos, como:
- Transformadores
- Disjuntores
- Pára-Raios
- Chaves Seccionadoras
- Relés
- Isoladores
- Estruturas de suporte e sustentação
- Sistemas de gerenciamento por computadores

Logo, os sistemas elétricos de potência são essenciais para garantir o melhor índice de eficiência na geração e consumo da energia elétrica, assim como garantir os padrões de qualidade, confiabilidade e continuidade.

## Estudos
Os estudos desenvolvidos para os sistemas elétricos de potência envolvem muitas técnicas e análises, onde podemos destacar:
- Análise de sistemas elétricos;
- Fluxo de potência;
- Qualidade da energia elétrica;
- Confiabilidade de sistemas;
- Estabilidade [desambiguação necessária] eletromecânica;
- Transitórios eletromagnéticos;
- Geração de energia elétrica;
- Transmissão de energia elétrica;
- Distribuição de energia elétrica;
- Fontes renováveis de energia;
- Curto-circuito;
- Proteção;
- Transformadores;
- Máquinas: Motores, Geradores e Turbinas;
- Subestações;
- Coordenação de isolamento;
- Estimação de estados do sistema;
- Planejamento e expansão;
- Operação e manutenção;
- Geração distribuída e cogeração;
- Smart-grids e multi-microgrids;